# セスナ 185

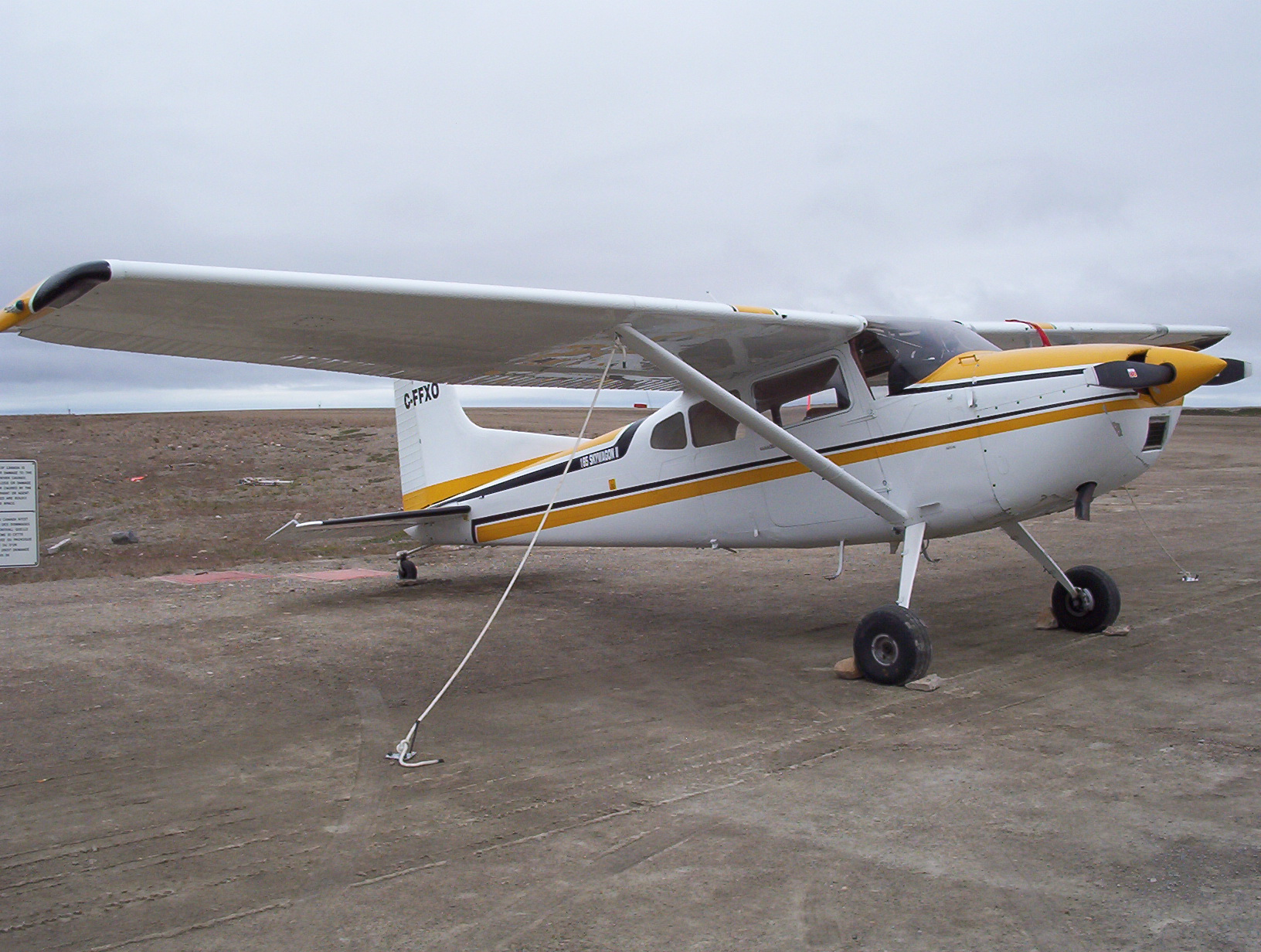
セスナ 185

セスナ 185 スカイワゴン(Cessna 185 Skywagon)は、セスナ社が開発した軽飛行機。

## 概要
初飛行は1960年7月。セスナ 180を元に開発された機体で、ブッシュ・プレーン（未開地用の汎用機）を意図していたためエンジンや機体フレーム、降着装置が強化されていた。180の後期型と同様6座席で、キャビン窓は片側2つから3つに増やされ、降着装置はスキーやフロートに変えることができた。大きく分けて基本型のスカイワゴンと、より発達したスカイワゴンIIの2種類が販売されている。農業機型のアグキャリオール(AGcarryall)も開発されたほか、軍用機としてもアメリカ空軍が海外へ提供する汎用機としてU-17の名称で採用し、各国の軍へ供与された。1985年まで生産され、総生産数は4,400機以上。

## 派生型
185
最初の量産型。エンジンはコンチネンタル製IO-470-F(260 hp)を搭載。275機生産。
185A
オプションで長距離燃料タンクを装備可能になった。275機生産。
185B
78機生産。
185C
89機生産。
185D
108機生産。
185E
110機生産。
A185E アグキャリオール
最初の農業機型。エンジンをIO-520-D(300 hp)に変更。薬剤散布装置が装着でき、人員及び資材輸送、農業パイロットの訓練などにも使用できた。723機生産。
A185F アグキャリオール
最終型。2,538機生産。
U-17A
185E相当の軍用型。262機生産。
U-17B
A185E相当の軍用型。205機生産。
U-17C
180HのエンジンをIO-470-L(260 hp)に換装した軍用型。7機生産。

## 採用国（軍用）
ボリビア
 コスタリカ
 エクアドル
 ギリシャ
 ホンジュラス
 イラン
 イスラエル
 ジャマイカ
 ラオス王国
 ニカラグア
 パナマ
 パラグアイ
 ペルー
 フィリピン
 ローデシア
 エルサルバドル
 ベトナム共和国
 タイ
 トルコ
 ウルグアイ
 南アフリカ共和国
南アフリカ空軍 - セスナ185A/D/Eを運用。退役済み。

## 諸元(185)
- 全長：7.85 m
- 全幅：10.92 m
- 全高：2.36 m
- 翼面積：16.16 m2
- 空虚重量：769 kg
- 最大離陸重量：1,520 kg

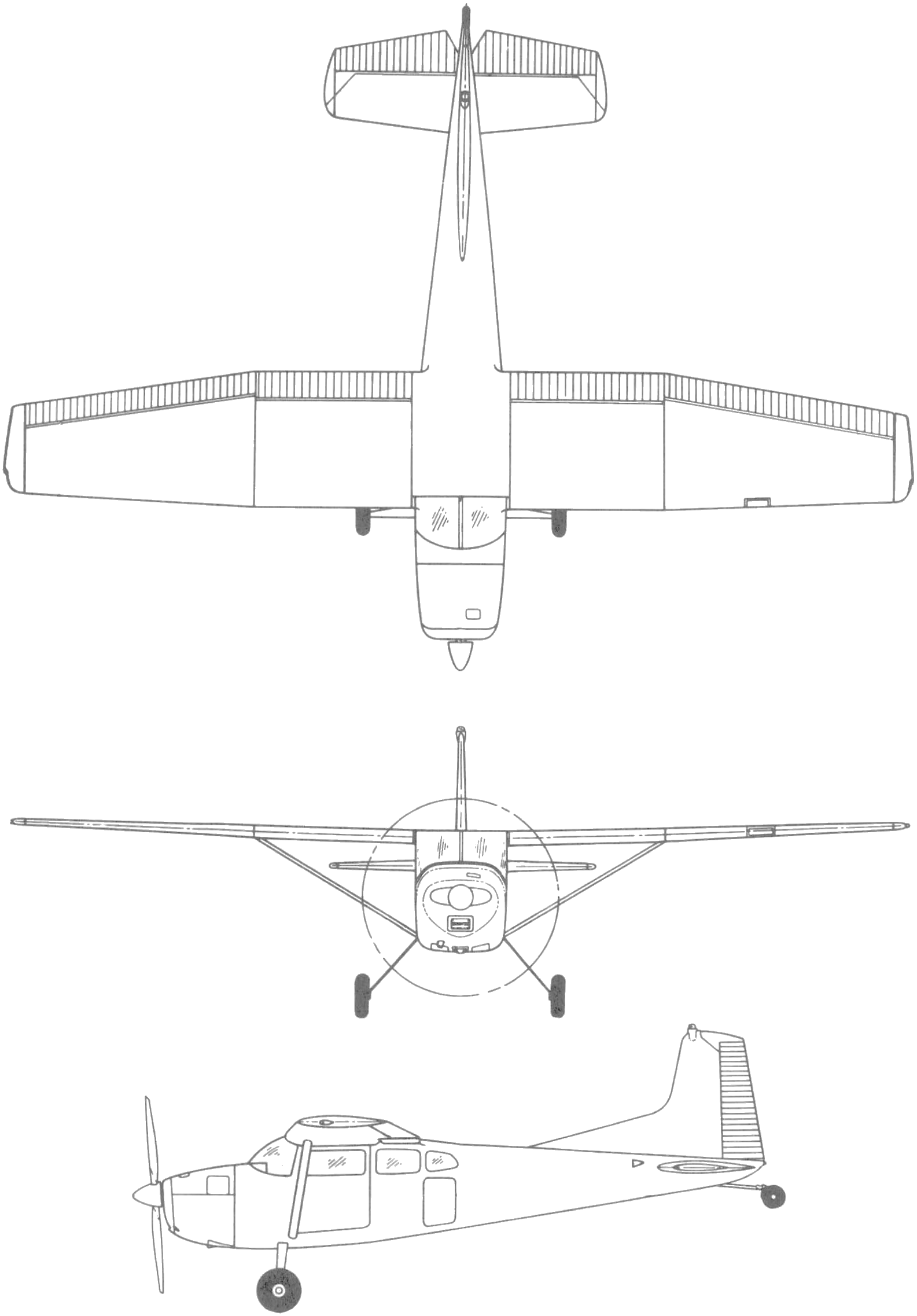
Cessna U-17A

- エンジン：コンチネンタル IO-470-F 水平6気筒ピストンエンジン(260hp) × 1
- 最大速度：286 km/h（海面高度）
- 巡航速度：274 km/h（高度2,135 m）
- 実用上昇限度：5,455 m
- 航続距離：1,576 km
- 乗客：5名
- 乗員：1名